# Hoover Institution
Pour les articles homonymes, voir Hoover.
La Hoover Institution (Hoover Institution on War, Revolution, and Peace) est une bibliothèque et un think tank (depuis 1946) américain proche du Parti républicain. Fondée en 1919 par Herbert Hoover, elle se trouve à l'université Stanford (Californie).

## Historique
En 1919, Herbert Hoover, enseignant à l'université Stanford et futur président républicain des États-Unis, crée sur le campus de Stanford une bibliothèque consacrée aux causes et conséquences de la Première Guerre mondiale et de la révolution russe de 1917.
Herbert Hoover dote sa bibliothèque de 50 000 dollars et la Fondation Rockefeller finance son fonctionnement. La dotation sert à financer l'achat d'un fonds documentaire de plus d'un million et demi de documents concernant 1914-1918 et l'arrivée au pouvoir des communistes en Russie. En 1941, une tour voit le jour pour héberger l'institution. 
À partir de 1946, la Hoover Institution embauche des chercheurs pour valoriser son fonds. En 1957, la bibliothèque se transforme en centre de recherche et prend le nom de Hoover Institution on War, Revolution and Peace (Institut Hoover sur la guerre, la révolution et la paix).
En 1960 et jusqu'en 1994, W. Glenn Campbell, ancien directeur de l'American Enterprise Institute prend la tête de l'institution pour défendre la « validité du système américain » et lutter sur le terrain des idées contre l'idéologie communiste. Elle recueille par la suite les archives de Friedrich von Hayek ainsi que celles de la Société du Mont-Pèlerin.
L'institution assure longtemps une formation des élites du Parti républicain et publie de nombreuses études qui inspireront les politiques républicaines[réf. nécessaire]. Depuis 2001, l'institution publie Policy Review, un bimensuel de politique générale. Elle conserve une grande influence dans les milieux libertariens et néoconservateurs.
Plusieurs de ses membres sont liés à l'administration Bush. George W. Bush a d'ailleurs visité la Hoover Institution en avril 2006. 400 manifestants ont alors essayé d'en bloquer l'accès pour dénoncer la présence d'un think tank dans un lieu d'éducation.
Son budget en 2006 est de 25 millions de dollars environ. John Raisian en est le directeur de 1989 à 2015. Il a pour successeur Thomas W. Gilligan.

## Ressources
L'institution reçoit une grande partie de ses ressources par des dons de fondations, parmi lesquelles :
- Archer Daniels Midland Foundation
- ARCO Foundation
- Dean Witter Foundation
- Exxon Educational Foundation
- J.P. Morgan Charitable Trust
- Merrill Lynch & Company Foundation
- Olin Foundation
- Transamerica Foundation

## Membres

### Membres honoraires
- Ronald Reagan
- Margaret Thatcher
- Kazuhide Uekusa

### Senior fellows
- Richard V. Allen
- Timothy Garton Ash, historien et essayiste
- Robert Conquest, historien
- Niall Ferguson, historien
- Morris P. Fiorina, politologue
- Ken Jowitt, historien et essayiste
- Peter Paret, historien
- William J. Perry, ancien ministre de la défense
- Condoleezza Rice, universitaire et politique
- Thomas Sowell, économiste et essayiste
- John B. Taylor
- Milton Friedman, économiste
- Robert Service[2], historien
- Bertrand M. Patenaude[3], historien

### National fellows
- Nicole Bacharan

### Membres visiteurs
- Peter Boettke, économiste
- Newt Gingrich